# Pidonia suzukii
Pidonia suzukii är en skalbaggsart som beskrevs av Mikio Kuboki 1982. Pidonia suzukii ingår i släktet Pidonia och familjen långhorningar. Inga underarter finns listade i Catalogue of Life.